# ولينية
ولينية (بالإنجليزية: Wolinella)‏ هي جنس من البكتيريا، سلبية الغرام، تتبع الملويات.

## أصنوفات
الأصنوفات الأدنى لهذا الكائن:
- كود سباركل
- تحديث القائمة

نوع:Wolinella curva 
اسم علمي: Wolinella curva

نوع:Wolinella recta 
اسم علمي: Wolinella recta

نوع:Wolinella succinogenes 
اسم علمي: Wolinella succinogenes